# Bundesautobahn 2
Pour les articles homonymes, voir A2 et Autoroute A2.
L'autoroute allemande 2 (Bundesautobahn 2 en allemand et BAB 2 en abrégé) est une autoroute qui relie le bassin de la Ruhr à l'ouest à la capitale de l'Allemagne, Berlin.

## Descriptif
Cette autoroute commence à l'ouest à partir de la ville de Oberhausen. Elle traverse l'Allemagne jusqu'à la ceinture périphérique de Berlin, le Berliner Ring, connue également sous la numérotation Bundesautobahn 10.
Elle dessert les villes de Düsseldorf, Dortmund, Hanovre, Mersebourg, Lehrte et Brunswick.
L'autoroute A2 fut construite dans les années 1930. 
Elle croise l'autoroute  par l'intermédiaire de l'échangeur de Kamener Kreuz.
Après la Seconde Guerre mondiale et la division de l'Allemagne, l'autoroute A2 eut un rôle important comme corridor d'accès entre l'Allemagne de l'Ouest et Berlin-Ouest. Venant de l'Ouest, elle traversait Helmstedt où se trouvait le poste-frontière ouest-allemand. Un kilomètre plus loin, on franchissait la frontière intérieure allemande, puis on entrait en Allemagne de l'Est, non sans avoir été également soumis au contrôle des gardes-frontières est-allemands à Marienborn, un kilomètre là aussi après la ligne de démarcation.
De là, l'autoroute se dirige vers Magdebourg, puis Berlin.
Cette autoroute appartient, d'ouest en est, aux routes européennes  et .
C'est sur cette autoroute qu'a été construit le premier pont en béton précontraint allemand, en 1938, à Oelde, par l'entreprise Wayss & Freytag avec le matériel de précontrainte et suivant la conception d'Eugène Freyssinet.